# Huszf megye

Dél-horászán tartomány megyéinek elhelyezkedése

Huszf megye (perzsa nyelven: شهرستان خوسف) Irán Dél-Horászán tartományának déli elhelyezkedésű megyéje az ország keleti részén. Keleten Szarbise megye és Nehbandán megye, délnyugaton a Jazd tartományban lévő Ardakán megye határolja, nyugatról Tabasz megyével, északról Szaráján és Birdzsand megyével határos. Székhelye a 3 000 fős Huszf városa. Összesen két város tartozik a megyéhez: Huszf, a megye székhelye, illetve Mohammadsahr. A megye lakossága 24 922 fő. A megye két kerületet foglal magába, amely a Központi kerület és Dzsolge-je Mázsán kerület.

## Népesség
| 2016 | 27 600 |

## Fordítás
- Ez a szócikk részben vagy egészben  a   Khusf County című angol Wikipédia-szócikk ezen változatának fordításán alapul.  Az eredeti cikk szerkesztőit annak laptörténete sorolja fel. Ez a jelzés csupán a megfogalmazás eredetét és a szerzői jogokat jelzi, nem szolgál a cikkben szereplő információk forrásmegjelöléseként.